# Селищи (Владимирская область)
Селищи — деревня в Селивановском районе Владимирской области России, входит в состав Новлянского сельского поселения.

## География
Деревня расположена в 5 км на юг от центра поселения деревни Новлянка и в 13 км на юг от райцентра Красной Горбатки, в 1,5 км от остановочного пункта 32 км на ж/д линии Ковров — Муром.  

## История
Первое упоминание деревни Селищи отмечено в 1550 году, когда деревня среди прочих была приложена Семеном Федоровичем Киселевым в Троице-Сергиев монастырь. По писцовым книгам 1593-94 годов в деревне значилось 8 двора жилых и 2 пустых. В составе Мусковского прихода деревня упоминается в окладных книгах Рязанской епархии за 1676 год, в ней имелось 9 дворов крестьянских и 2 бобыльских. 
В конце XIX — начале XX века деревня входила в состав Дубровской волости Муромского уезда. В 1859 году в деревне числилось 26 дворов, в 1905 году — 40 дворов, в 1926 году — 64 двора.
С 1929 года деревня являлась центром Селищинского сельсовета Селивановского района, с 1940 года — в составе Шульгинского сельсовета, с 1954 года в составе — Новлянского сельсовета, с 2005 года — в составе Новлянского сельского поселения.

## Население
| 1859 | 1905 | 1926 | 2002 | 2010 | 2021 |
| ---- | ---- | ---- | ---- | ---- | ---- |
| 191  | ↗213 | ↗349 | ↘32  | →32  | ↘19  |